# Pauluskirche (Luzern)

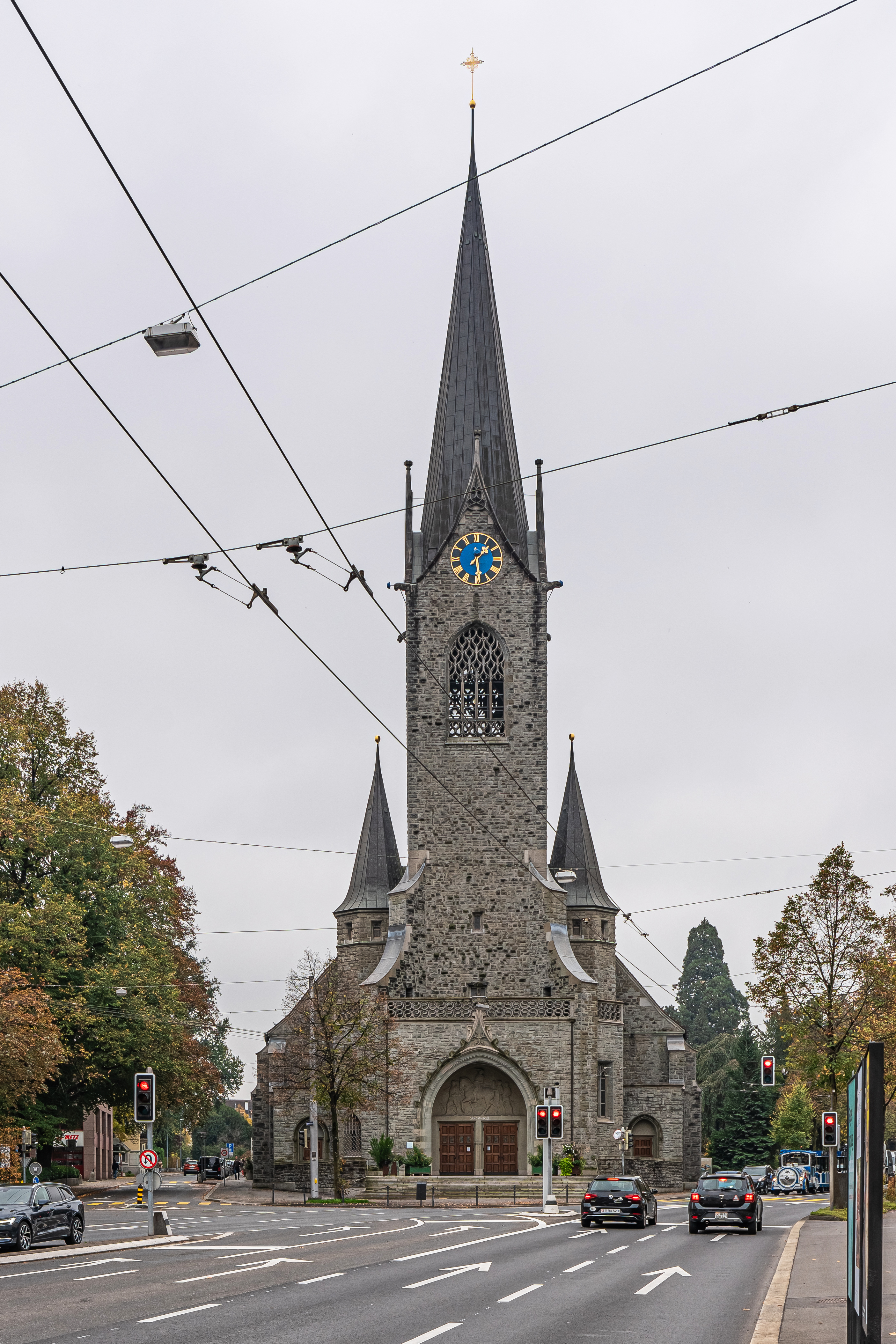
Die Pauluskirche von der Obergrundstrasse gesehen

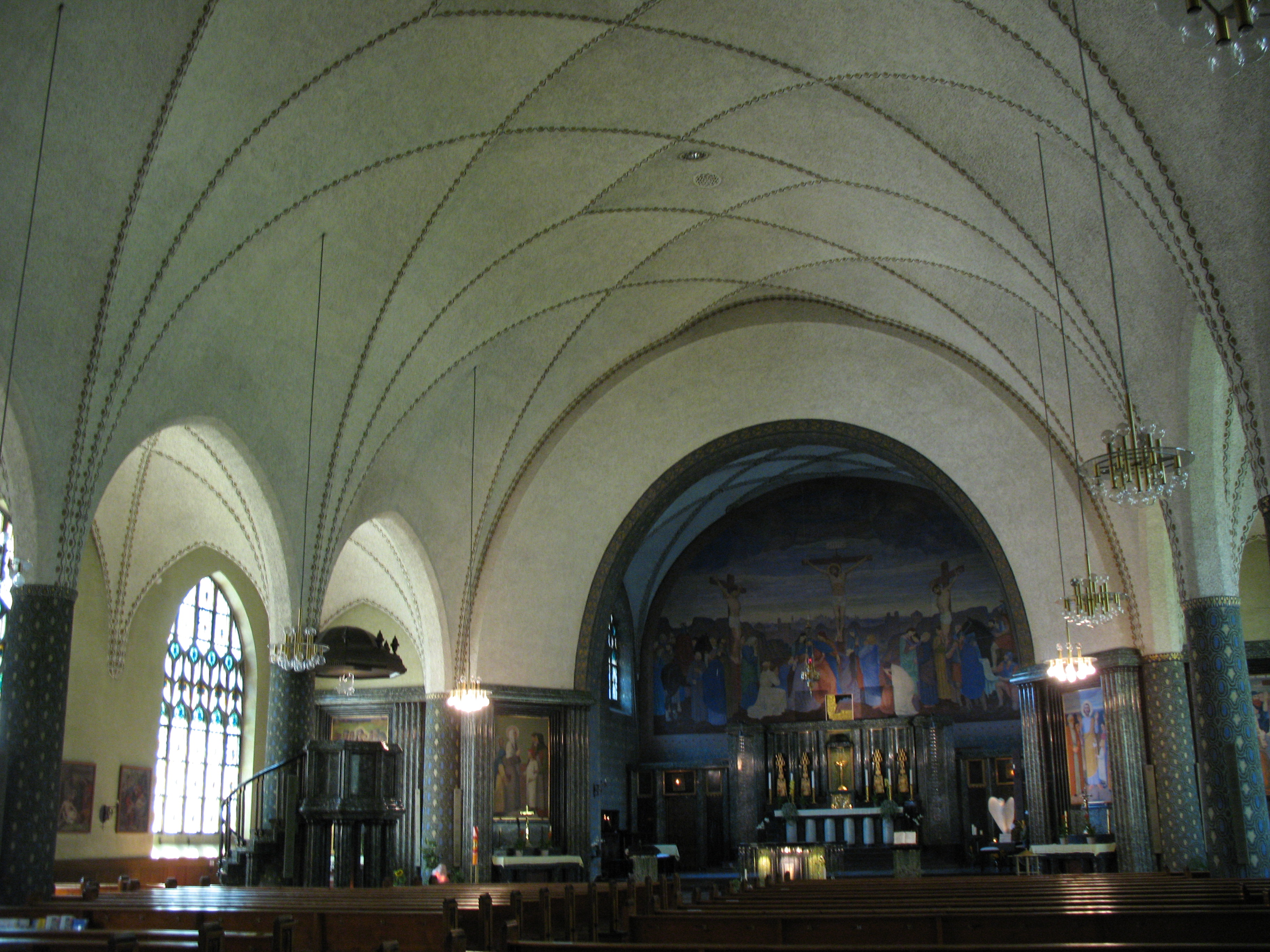
Blick zum Chor mit dem Fresko von Théophile Robert (1912)

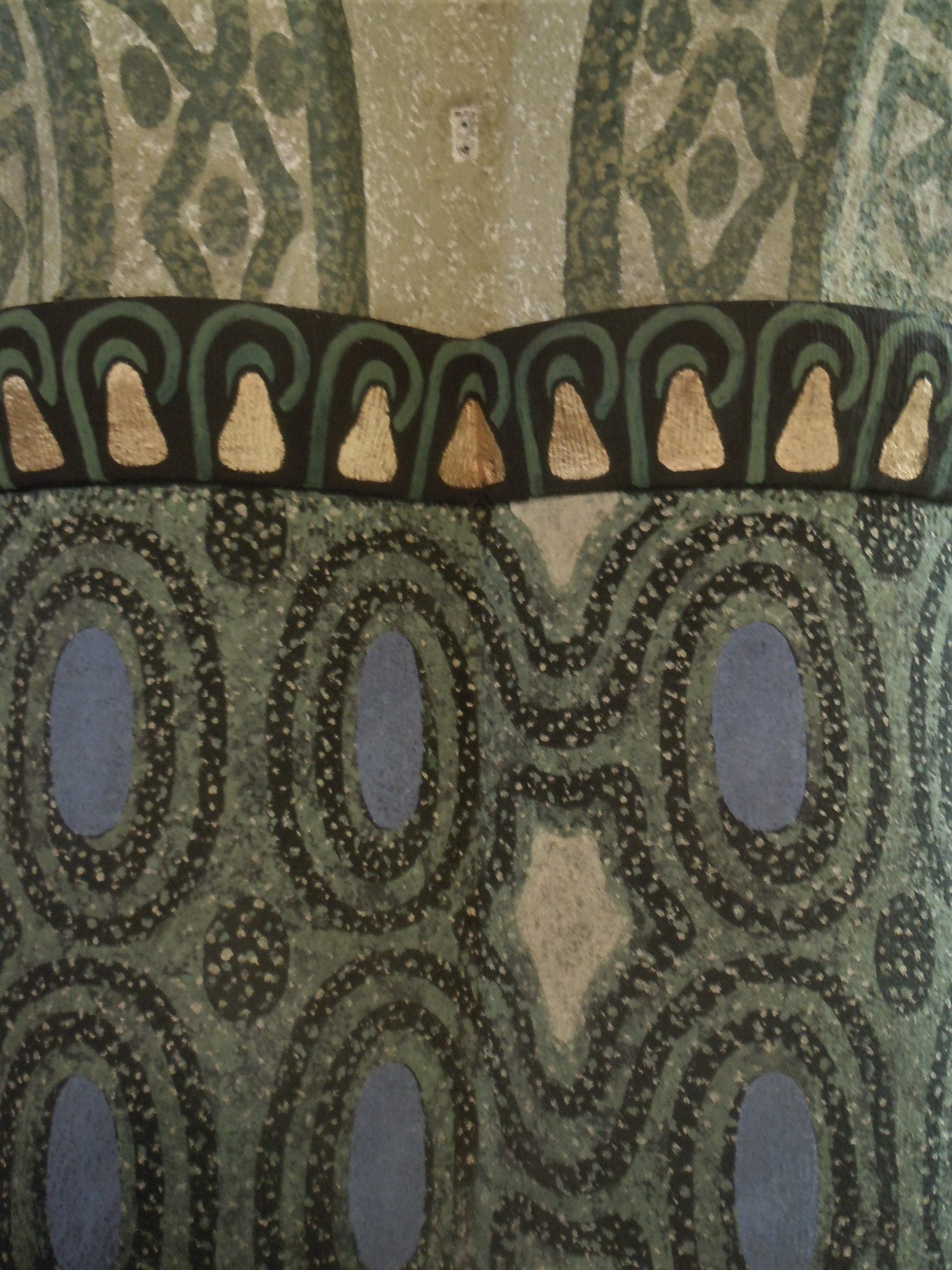
Bemalung einer Säule

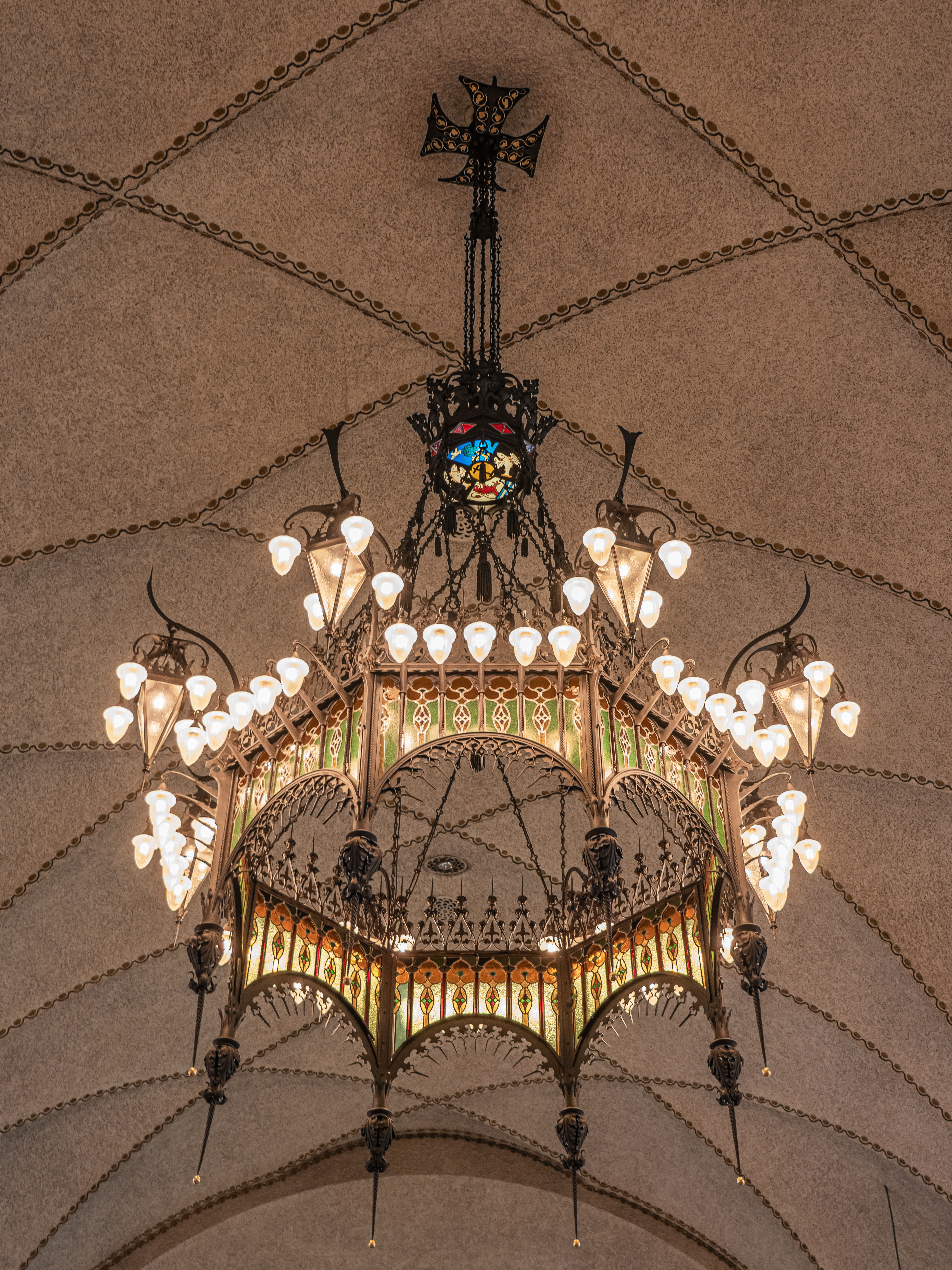
Kronleuchter in der Kirche

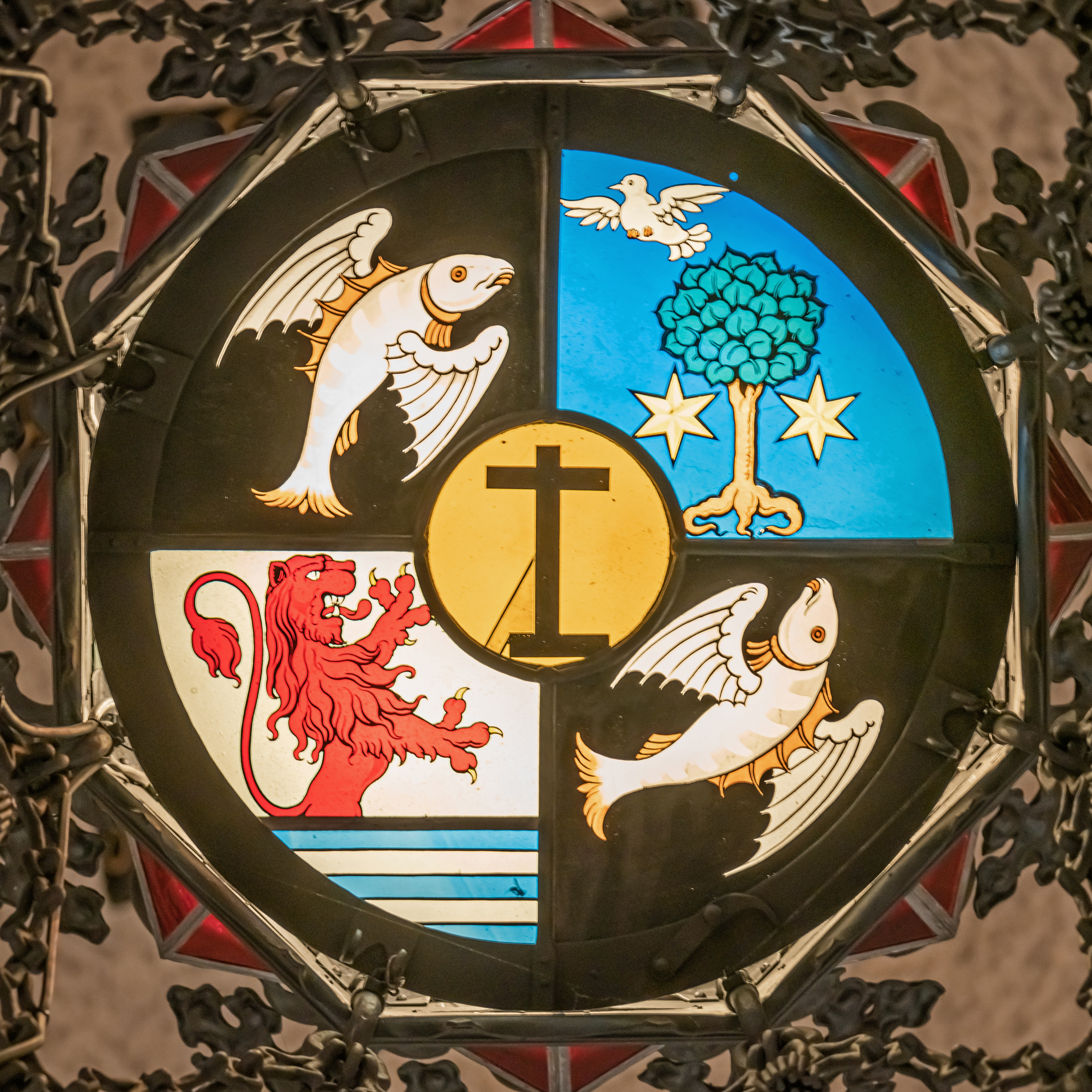
Allianzwappen der Familien Schnyder von Wartensee-Bell

Die Pauluskirche (Pfarrkirche St. Paul) in Luzern ist eine Römisch-katholische Kirche am westlichen Stadtrand im Quartier Obergrund. Sie ist eine der beiden grössten Kirchen in der Stadt und ein Kulturgut nationaler Bedeutung.

## Geschichte und Bau
Auf Grund der schnell wachsenden Bevölkerung im Quartier Obergrund kam zu Beginn des 20. Jahrhunderts der Wunsch nach einer neuen Kirche auf. Nach 250 Jahren war die Pauluskirche die erste katholische Kirche, die in Luzern neu erbaut wurde. Um ihren Bau finanziell zu unterstützen, wurde von der 1901 gegründeten örtlichen Kirchenbaugesellschaft eine Kirchenbau-Lotterie veranstaltet. Am gewählten Bauort hatte zuvor seit mehreren Jahrhunderten die sogenannte «Studentenkapelle» gestanden, die im Jahr 1909 abgetragen wurde. Der Grundstein für die Pauluskirche wurde am 22. Mai 1910 gelegt. Ihre Weihe fand am 15. August 1912, dem Festtag Mariä Himmelfahrt, statt.
Der Luzerner Architekt Otto Dreyer erstellte die Pläne für einen Anbau auf der Südseite des Kirchengebäudes, das 1934 errichtete «Paulusheim». Dieses erste Pfarreizentrum der Stadt mit einem grossen Saal mit Platz für mehr als 300 Personen wurde als Begegnungsstätte und Ort für kirchliche und kulturelle Veranstaltungen konzipiert. Der Chorraum wurde in den Jahren 1966 und 1985 sowie nochmals im Rahmen der Kirchenrenovierung 1994/1995 neu gestaltet. Von 1999 bis 2002 erfolgten Umbau und Renovierung des «Paulusheims».
Im Jahr 2012 wurde das 100-jährige Bestehen der Pfarrei gefeiert. Aus diesem Anlass gab die Kirchengemeinde einen kulturgeschichtlichen Kirchenführer heraus.

## Architektur
Die Pauluskirche wurde nach Plänen des Zürcher Architekten Karl Moser errichtet, der als Wegbereiter der Moderne gilt. Sie zählt zu seinen Hauptwerken. Das Kirchengebäude ist gekennzeichnet durch den dominierenden Frontturm mit Spitzhelm, Masswerkfenster und Sicht-Quadermauerwerk, für das Sandstein aus Obernau verwendet wurde.
Der Baustil wirkt neugotisch, jedoch sind auch Elemente des Jugendstils vorhanden. Über dem Hauptportal befindet sich das Relief «Die Bekehrung des hl. Paulus», ein Werk des Luzerner Bildhauers Josef Vetter.
Es handelt sich um eine dreischiffige Hallenkirche mit sehr schmalen Seitenschiffen.

## Innenausstattung
Im Inneren der Pauluskirche überwiegt der Jugendstil. Wände und Pfeiler sind flächig mit grün-blau-goldenen Ornamenten, Baum- und Pflanzenmotiven bemalt.
Das grossformatige Wandgemälde «Jesus, Erlöser der Menschen» an der Chorwand hinter dem Altar, ein farbenfrohes Fresko mit einer Darstellung der Kreuzigung Christi, wurde 1912 von dem Westschweizer Maler Théophile Robert geschaffen. Zuvor hatte hierzu 1911 ein Wettbewerb stattgefunden, an dem sich sechs Künstler beteiligt hatten. Die Entscheidung für Robert, jüngster Teilnehmer und nicht in Luzern ansässig, war in der Bevölkerung umstritten.
Ludwig Schnyder von Wartensee-Bell (1858–1927) schuf den grossen Kronleuchter für die Pauluskirche. Die Kirchenfenster stammen aus dem Luzerner Glasmaleratelier Eduard Renggli; die Kreuzwegbilder von Joseph Balmer, der auch ein Gemälde für einen Seitenaltar erstellte. Weitere Bilder der Seitenaltäre stammen von den Künstlern Johann Danner, Georges Troxler und Joseph von Moos. Im Jahr 1917 war die Innenausstattung fertiggestellt.

## Orgel

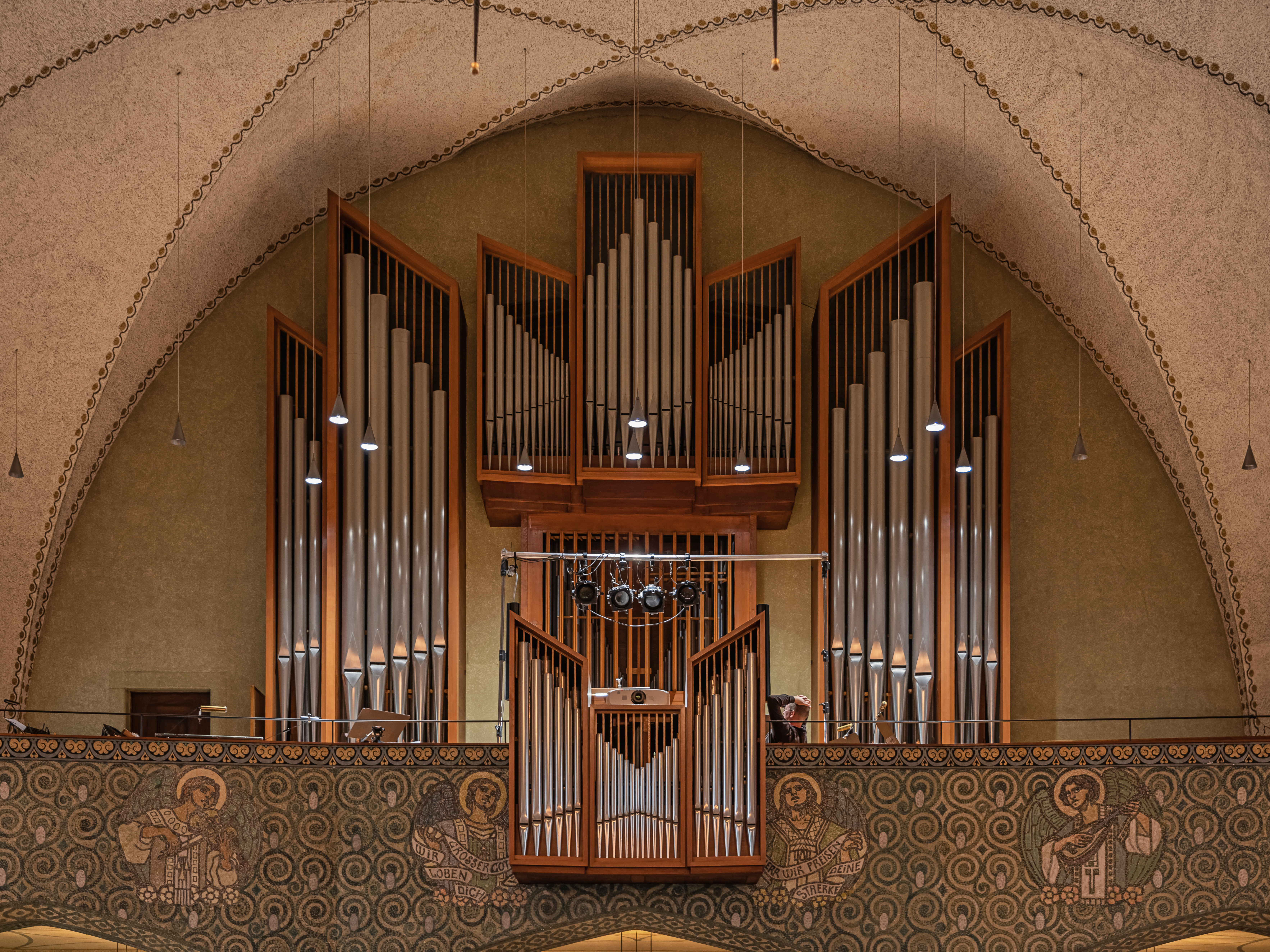
Die Orgel

Nachdem die Gottesdienste in den ersten Jahren mit einem Interimsinstrument begleitet worden waren, erhielt die Pauluskirche im Jahr 1920 ihre erste Orgel. Dieses von der ortsansässigen Orgelbaufirma Goll & Cie erbaute Instrument (Opus 515) mit pneumatischen Taschenladen und frei stehendem Spieltisch hatte drei Manuale mit 43 Registern, 7 Auszügen und 2 Transmissionen.
Die Goll-Orgel wurde im Jahr 1964 durch die aktuelle Schleifladenorgel der Orgelbau Kuhn AG aus Männedorf ersetzt. Sie hat mechanische Spiel- und elektropneumatische Registertrakturen, einen frei stehenden Spieltisch und – genau wie ihre Vorgängerin – 43 Register verteilt auf 3 Manuale und Pedal. Planung und Beratung erfolgten durch den Orgelexperten Victor Frund (1913–1981).
In den Jahren 1978, 1994 und 2019 wurde die Kuhn-Orgel durch die Erbauerfirma restauriert. Im Jahr 2007 erhielt sie eine Setzeranlage.
Das Instrument hat heute folgende Disposition:
| I Rückpositiv C–g3 |                   |       |
| 1.                 | Singend Principal | 8′    |
| 2.                 | Gedackt           | 8′    |
| 3.                 | Praestant         | 4′    |
| 4.                 | Rohrflöte         | 4′    |
| 5.                 | Octave            | 2′    |
| 6.                 | Larigot           | 1 ⁄3′ |
| 7.                 | Sifflöte          | 1′    |
| 8.                 | Scharf V-VI       | 1′    |
| 9.                 | Krummhorn         | 8′    |

| II Hauptwerk C–g3 |                |        |
| 10.               | Quintadena     | 16′    |
| 11.               | Principal      | 8′     |
| 12.               | Rohrflöte      | 8′     |
| 13.               | Gemshorn       | 8′     |
| 14.               | Octave         | 4′     |
| 15.               | Nachthorn      | 4′     |
| 16.               | Quinte         | 2 ⁄3′  |
| 17.               | Superoctave    | 2′     |
| 18.               | Waldflöte      | 2′     |
| 19.               | Terz           | 1 3⁄5′ |
| 20.               | Mixtur VI-VIII | 1 ⁄3′  |
| 21.               | Zinke          | 8′     |

| III Schwellwerk C–g3 |                |          |
| 22.                  | Principal      | 8′       |
| 23.                  | Hohlflöte      | 8′       |
| 24.                  | Salicional     | 8′       |
| 25.                  | Undamaris      | 8′ ab c° |
| 26.                  | Fugara         | 4′       |
| 27.                  | Koppelflöte    | 4′       |
| 28.                  | Flageolet      | 2′       |
| 29.                  | Mixtur V-VI    | 2′       |
| 30.                  | Terzcymbel III | 1⁄4′     |
| 31.                  | Basson         | 16′      |
| 32.                  | Trompete harm. | 8′       |
| 33.                  | Schalmei       | 4′       |
|                      | Tremulant      |          |

| Pedal C–f1 |             |       |
| 34.        | Praestant   | 16′   |
| 35.        | Subbass     | 16′   |
| 36.        | Zartbass    | 16′   |
| 37.        | Principal   | 8′    |
| 38.        | Spillpfeife | 8′    |
| 39.        | Octave      | 4′    |
| 40.        | Mixtur IV   | 2 ⁄3′ |
| 41.        | Posaune     | 16′   |
| 42.        | Trompete    | 8′    |
| 43.        | Clairon     | 4′    |

- Koppeln:  I/II, III/I, III/II, I/P, II/P, III/P
- Spielhilfen: zwei freie Kombinationen, Setzeranlage

## Glocken
Alle fünf Glocken wurden von der Glockengiesserei Rüetschi in Aarau gegossen. Der Glockenaufzug fand am 30. Juni 1912 statt.
| Glocke | Name                      | Masse   | Schlagton |
| ------ | ------------------------- | ------- | --------- |
| 1      | Dreifaltigkeitsglocke     | 3622 kg | B0        |
| 2      | Christus-Glocke           | 2083 kg | des1      |
| 3      | Muttergottes-Maria-Glocke | 1472 kg | es1       |
| 4      | Josefsglocke              | 0863 kg | ges1      |
| 5      | Schutzengelglocke         | 0454 kg | b1        |